# The Decoy
The Decoy er en amerikansk stumfilm fra 1916.

## Medvirkende
- Lois Wilson som Felese.
- William Garwood som Raymond Everard.
- Ed Brady som Morat.
- Wadsworth Harris.
- Jack Connolly.